# えだやん
えだやんは、日本のイラストレーター、キャラクターデザイナー。株式会社カプコン所属。

## 人物
小学校の頃から漫画家を目指す。大阪総合デザイン専門学校卒業後、ゲーム雑誌『ゲーメスト』のイラストコーナーの常連投稿者で『ヴァンパイア ハンター』のイラストコンテストに入選し、その実力を買われカプコンに引き抜かれる形で入社。ペンネームの由来は、実兄の子供の頃のあだ名でありイラスト投稿をしていた当時は、漢字のペンネームが流行っていたため、逆にインパクトがあると思い平仮名だけの「えだやん」を名乗るようになったことを『カプコンデザインワークス』でのインタビューで語っている。入社後、『ジャスティス学園』シリーズのキャラクターデザイン、販促用イラストを担当し、人気を博す。現在は『モンスターハンター』のデザインチームに所属、装備やモンスターなどのデザイン、および関連商品の販促用イラストを手掛けている。

## 参加作品
- 『ストリートファイターZERO』シリーズ
- 『スーパーパズルファイターIIX』
- 『ウォーザード』
- 『ポケットファイター』
- 『ジャスティス学園』シリーズ
- 『モンスターハンター』シリーズ